# Ucero
Ucero ist ein Ort und eine Gemeinde (municipio) mit 91 Einwohnern (Stand: 2024) in der spanischen Provinz Soria in der autonomen Region Kastilien-León. Der Ort wurde als Kulturgut (Bien de Interés Cultural) in der Kategorie Conjunto histórico-artístico anerkannt; er gehört zur bevölkerungsarmen Serranía Celtibérica.

## Lage und Klima
Ucero liegt am Río Lobos, der im weiteren Verlauf manchmal auch Río Ucero genannt wird, am Südende der zerklüfteten Berglandschaft des Parque natural del Cañón del Río Lobos in einer Höhe von etwa 970 m. Der nächstgrößere Ort, El Burgo de Osma, ist etwa 16 km (Fahrtstrecke) in südlicher Richtung entfernt. Bis zur Provinzhauptstadt Soria sind es gut 65 km (Fahrtstrecke) in östlicher Richtung. Sehenswert sind auch die unter Denkmalschutz stehenden Orte San Esteban de Gormaz (ca. 27 km südwestlich) und Berlanga de Duero (ca. 40 km südöstlich). Das Klima ist aufgrund der Höhenlage als gemäßigt zu bezeichnen; Regen (ca. 500 mm/Jahr) fällt überwiegend im Winterhalbjahr.

## Bevölkerungsentwicklung
| Jahr      | 1857 | 1900 | 1950 | 2000 | 2019 |
| Einwohner | 274  | 287  | 249  | 111  | 50   |

Infolge der Mechanisierung der Landwirtschaft sowie der Aufgabe bäuerlicher Kleinbetriebe und des daraus resultierenden geringeren Arbeitskräftebedarfs ist die Zahl der Einwohner seit der Mitte des 20. Jahrhunderts stark rückläufig.

## Wirtschaft
Der kleine Ort war und ist in hohem Maße von der Landwirtschaft geprägt; angebaut werden vorwiegend Weizen und Gerste. Seit der Mitte des 20. Jahrhunderts spielt der Tourismus (Wandern und Ferienwohnungen) eine wichtige Rolle als Einnahmequelle der Gemeinde.

## Geschichte
In den Höhlen und Überhängen der wildzerklüfteten Berglandschaft im Norden von Ucero fanden sich Spuren menschlicher Präsenz in prähistorischer Zeit. Die erstmalige Erwähnung des Namens ‚Ucero‘ findet sich in einer Urkunde aus dem Jahre 1157; eine Burg (castillo) ist – nach bisherigem Kenntnisstand – erst im 13. Jahrhundert gebaut worden. Ein gewisser Juan González de Ucero nahm auf Seiten des Königs Alfons VIII. an der siegreichen Schlacht bei Las Navas de Tolosa (1212) teil und wurde für seine Dienste mit der Grundherrschaft (señorio) über den Ort belohnt. Auch die Anwesenheit der Templer ist in dieser Zeit belegt, doch ist unklar, welchen Besitz der im Jahr 1312 von Papst Clemens V. aufgelöste Ritterorden in dieser Gegend hatte. Im Jahre 1302 jedenfalls erwarb der damalige Bischof von Osma den Ort mitsamt 13 angrenzenden Dörfern oder Weilern (aldeas). Die Burg wurde im 16. Jahrhundert erneuert.

## Sehenswürdigkeiten
- Der im Jahr 1985 eingerichtete Parque natural del Cañón del Río Lobos ist ein bedeutendes Naturschutzgebiet, in welchem sowohl Vögel (Geier, Falken, Adler sowie Habichte und Sperber) als auch Kleinsäuger (Nutrias) und Amphibien (Eidechsen, Frösche) aber auch Schlangen und Fische (Forellen, Barben) leben.[6]

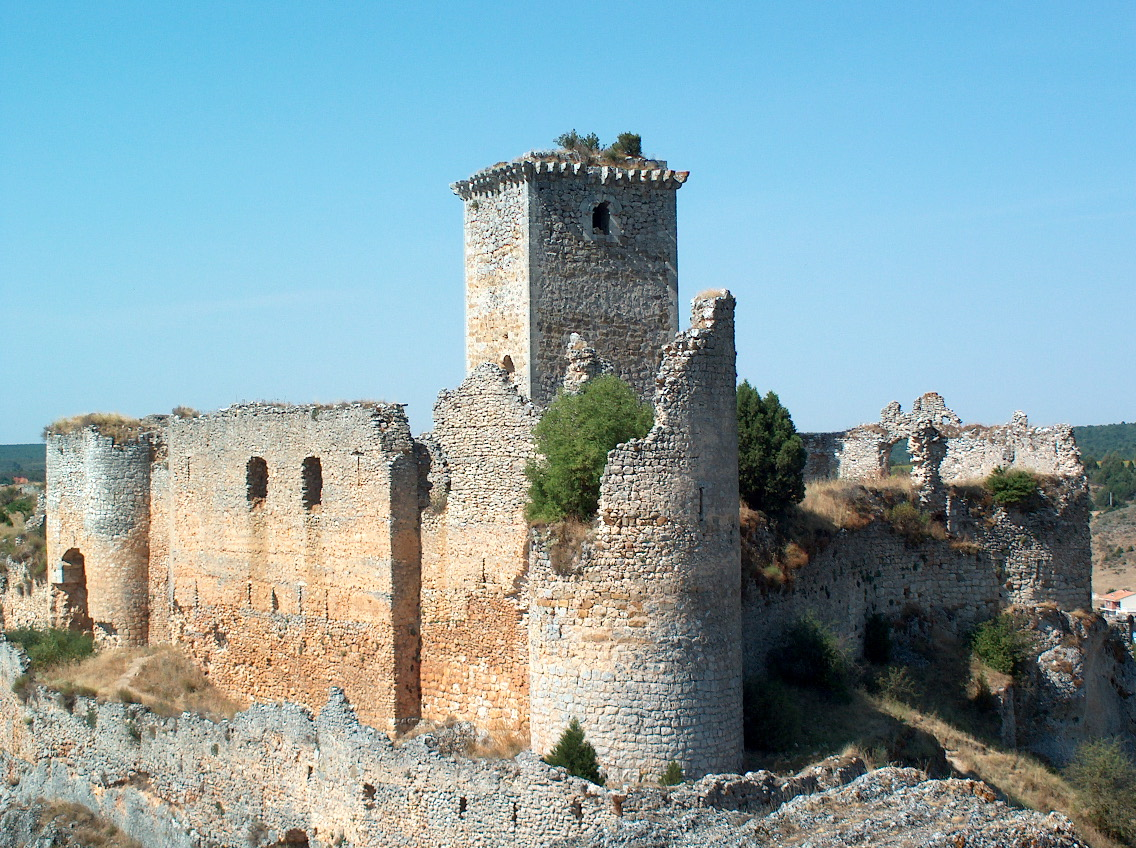
Castillo de Ucero

- Die zur Gänze aus weitgehend unbearbeiteten Bruchsteinen errichtete Burg (Castillo de Ucero) liegt etwa 500 m östlich in einem Seitental. Sie war von einem Wassergraben (foso) umgeben und konnte nur über eine Zugbrücke (puente levadizo) betreten werden. Ihr markantester Bauteil ist der Bergfried (torre del homenaje), in dessen oberster Ebene sich wahrscheinlich eine Kapelle befand, deren vierteiliges – auf Konsolen aufruhendes – Rippengewölbe mit einem Agnus Dei im Schlussstein sich bis heute erhalten hat. Die verschiedenen Zwischenebenen des Turmes bestanden aus einfachen Balkenkonstruktionen aus Holz mit Bretterauflagen und waren nur über Leitern erreichbar. Ein Fenster ist als Zwillingsfenster (ajimez) ausgebildet und aus exakt behauenen Hausteinen konstruiert. Mehrere Wasserspeier zeigen monströse Figuren, die in ihrer qualitätvollen Ausführung an Kirchenbauten erinnern. In direkter Nachbarschaft der Burg stehen die Ruinen der Einsiedelei der Nuestra Señora de la Villavieja, von der jedoch nur noch spärliche Reste erhalten sind.[7][8]

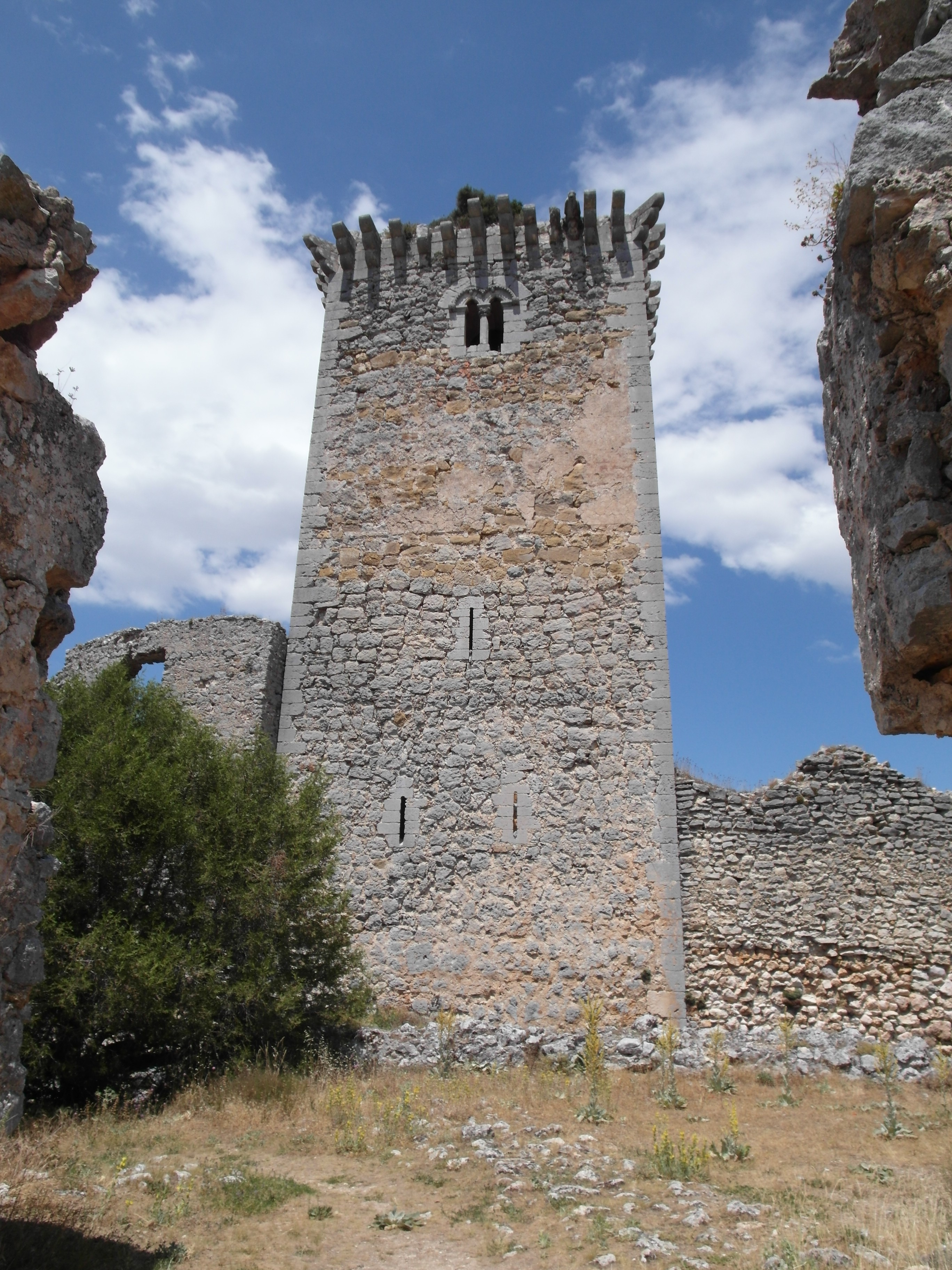
Torre de Homenaje (außen)
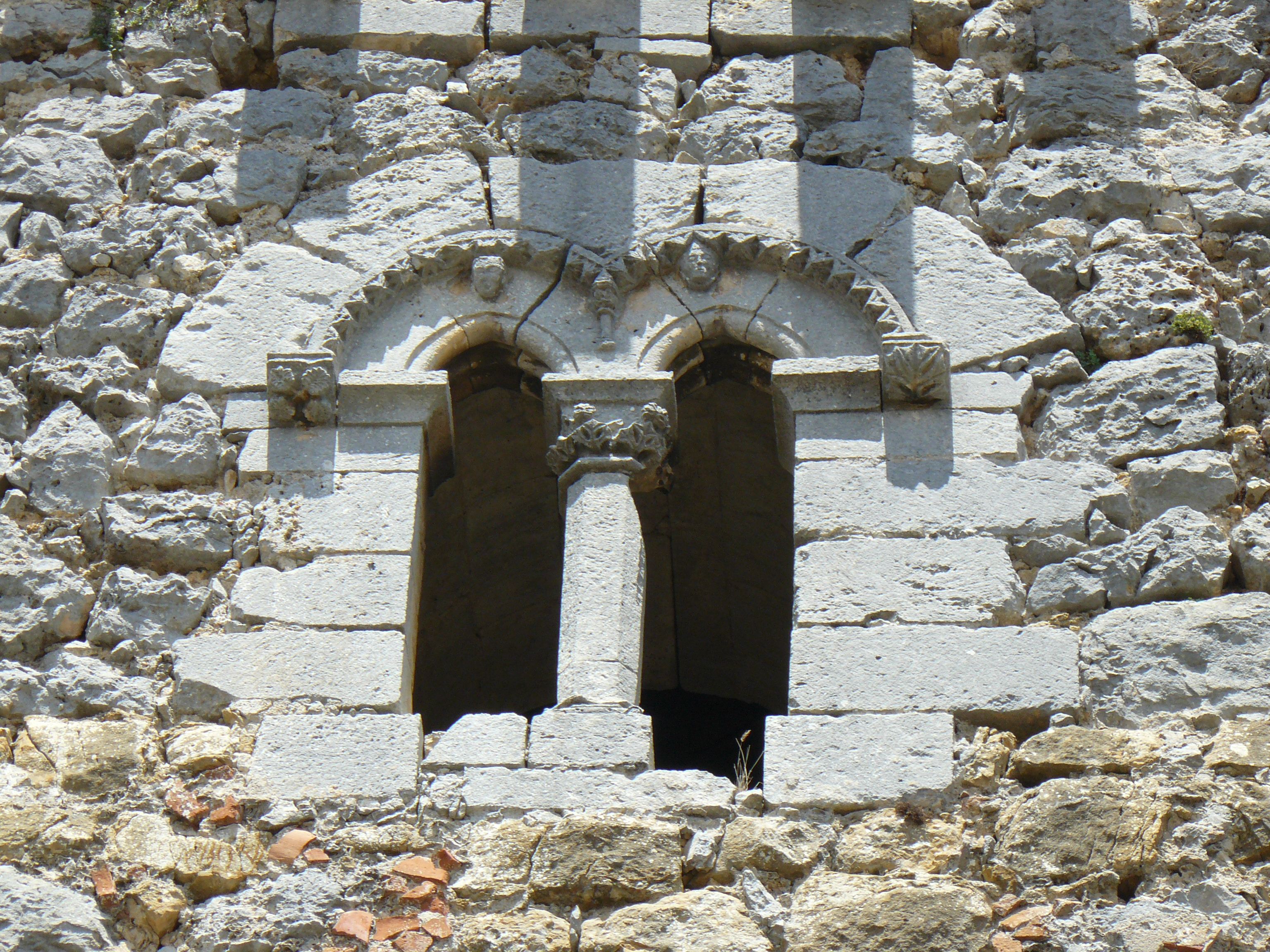
Zwillingsfenster (ajimez)
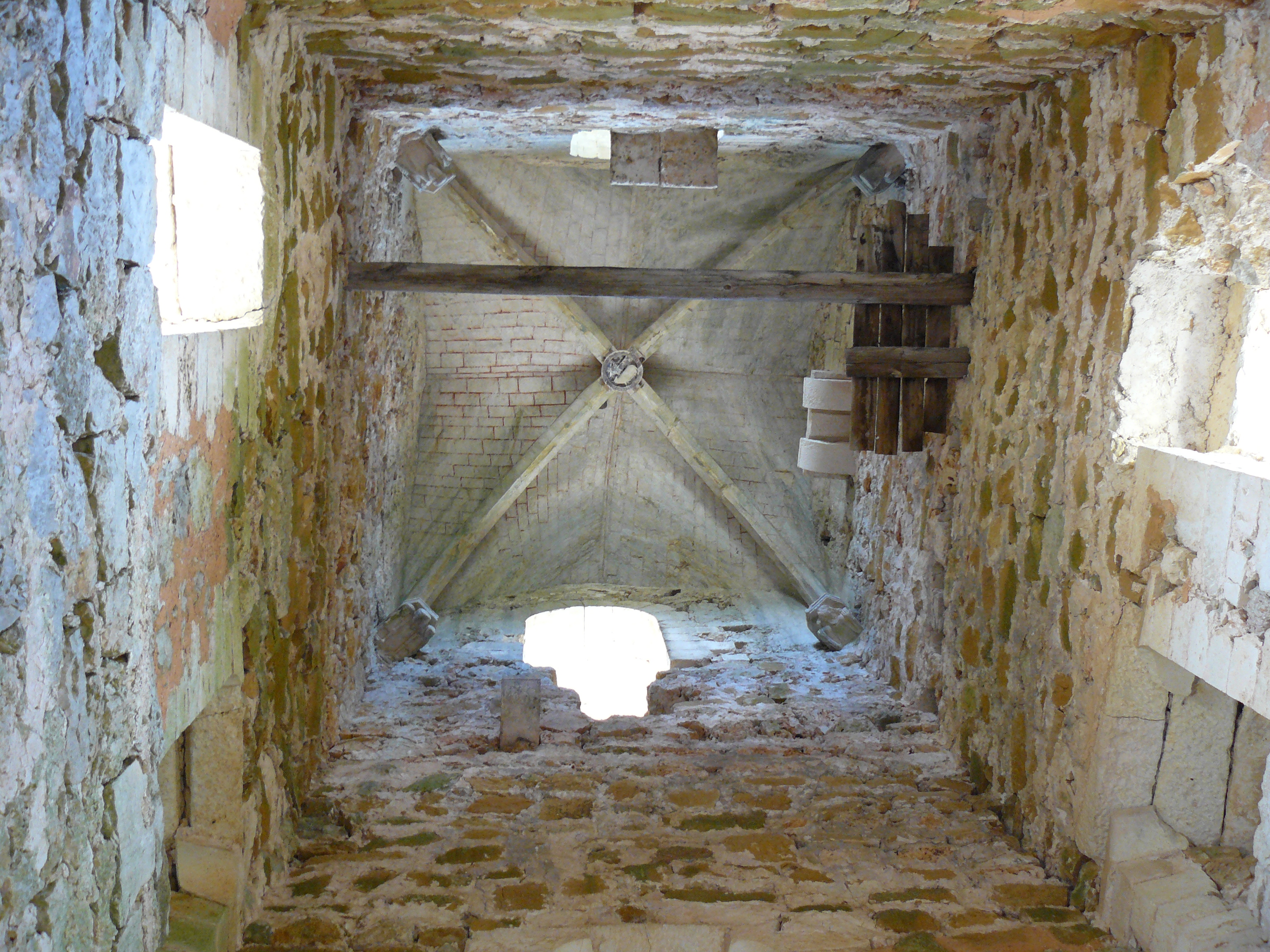
Torre de Homenaje (innen)
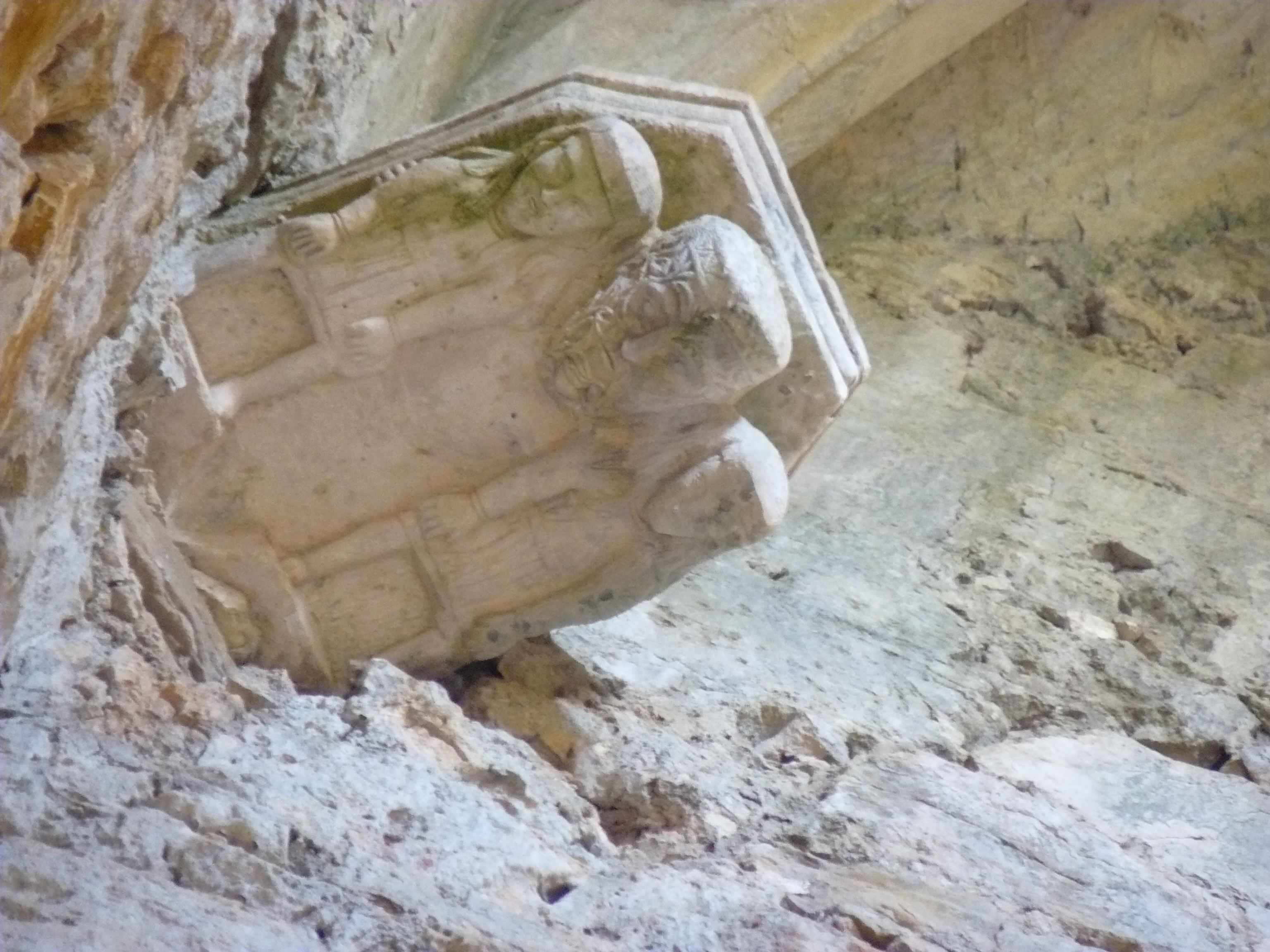
Konsolfigur

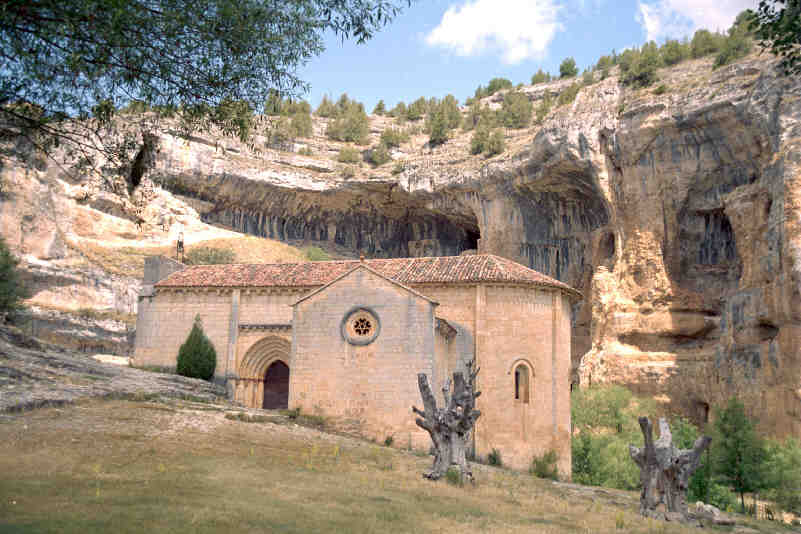
Kirche San Bartolomé

- In der Schlucht des Río Lobos etwa 4 km nördlich des Ortes steht die im 13. Jahrhundert aus exakt behauenem Steinmaterial errichtete Kapelle der Ermita de San Bartolomé, deren schmucklose Fassade an eine Felswand angelehnt ist. Ein von zwei Strebepfeilern gerahmtes, reichgegliedertes und im Bogen leicht angespitztes, aber ansonsten eher schmuckloses Archivoltenportal befindet sich auf der Südseite; darüber verlaufen zwei Konsolenfriese. Unmittelbar rechts davon schließt sich ein Querhaus an, dessen außergewöhnliche fünfteilige Fenster jeweils ein Pentagramm (siehe auch Drudenfuß) beinhalten – ein im Mittelalter eher seltenes Dekorelement, welches möglicherweise auf den Templerorden verweist, der in dieser Gegend Landbesitz und eine Komturei besaß. Das Halbrund der Apsis ist durch vier Lisenen in drei Felder gegliedert, in welche jeweils ein Fenster eingeschnitten ist. Das einschiffige und von einer Spitztonne gewölbte Innere beherbergt mehrere interessante Kapitelle.[9][10]

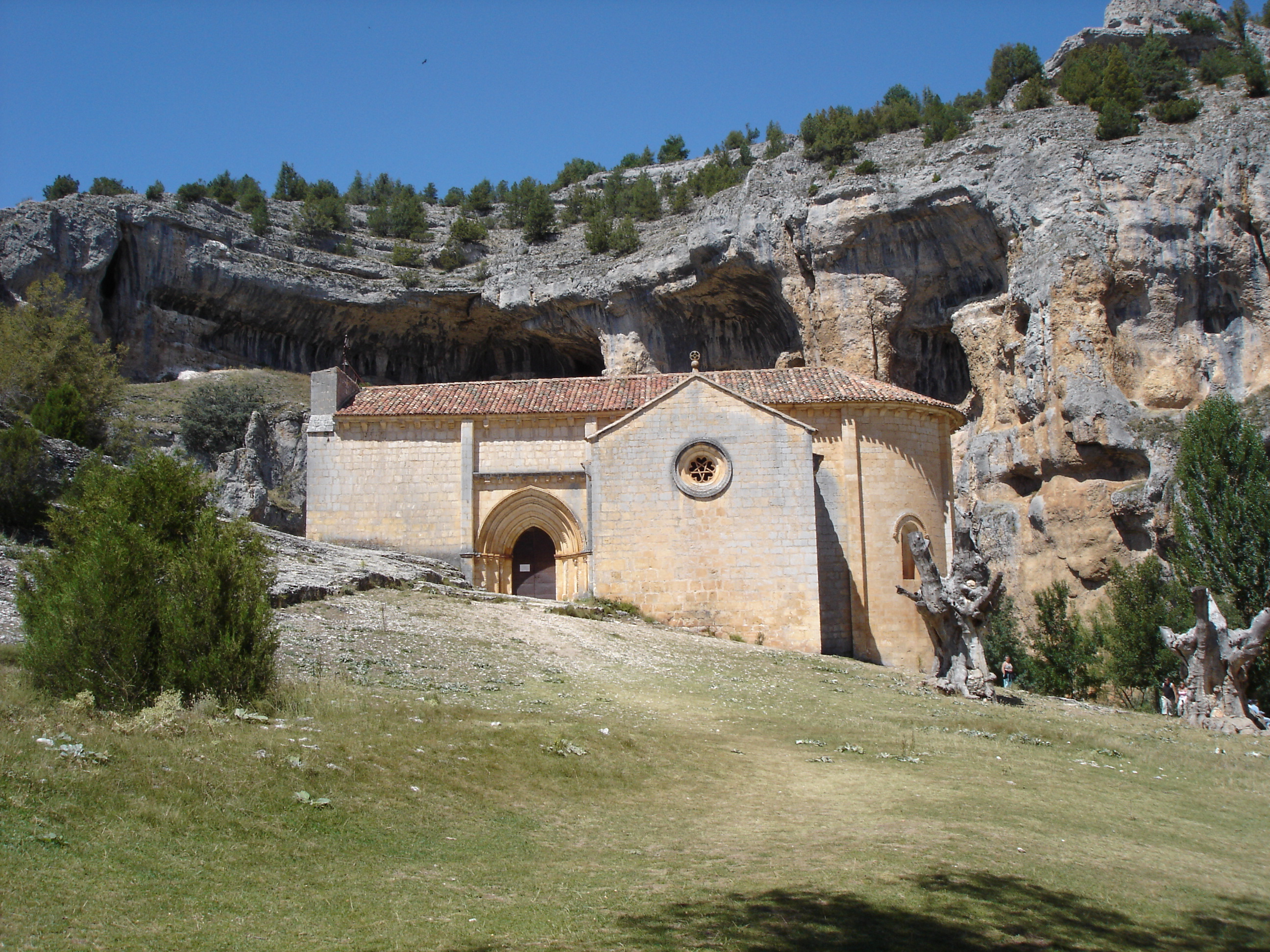
Kirche San Bartolomé
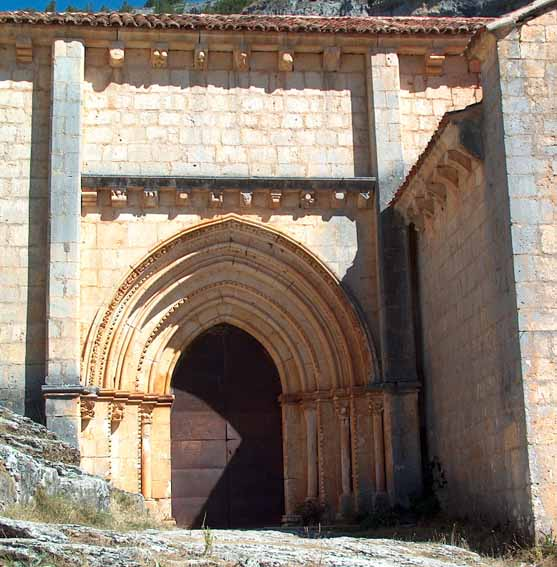
Portal
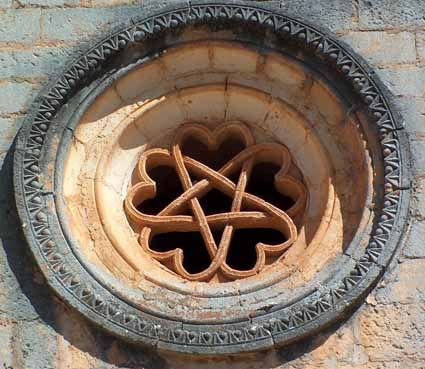
Fensterrose mit Pentagramm
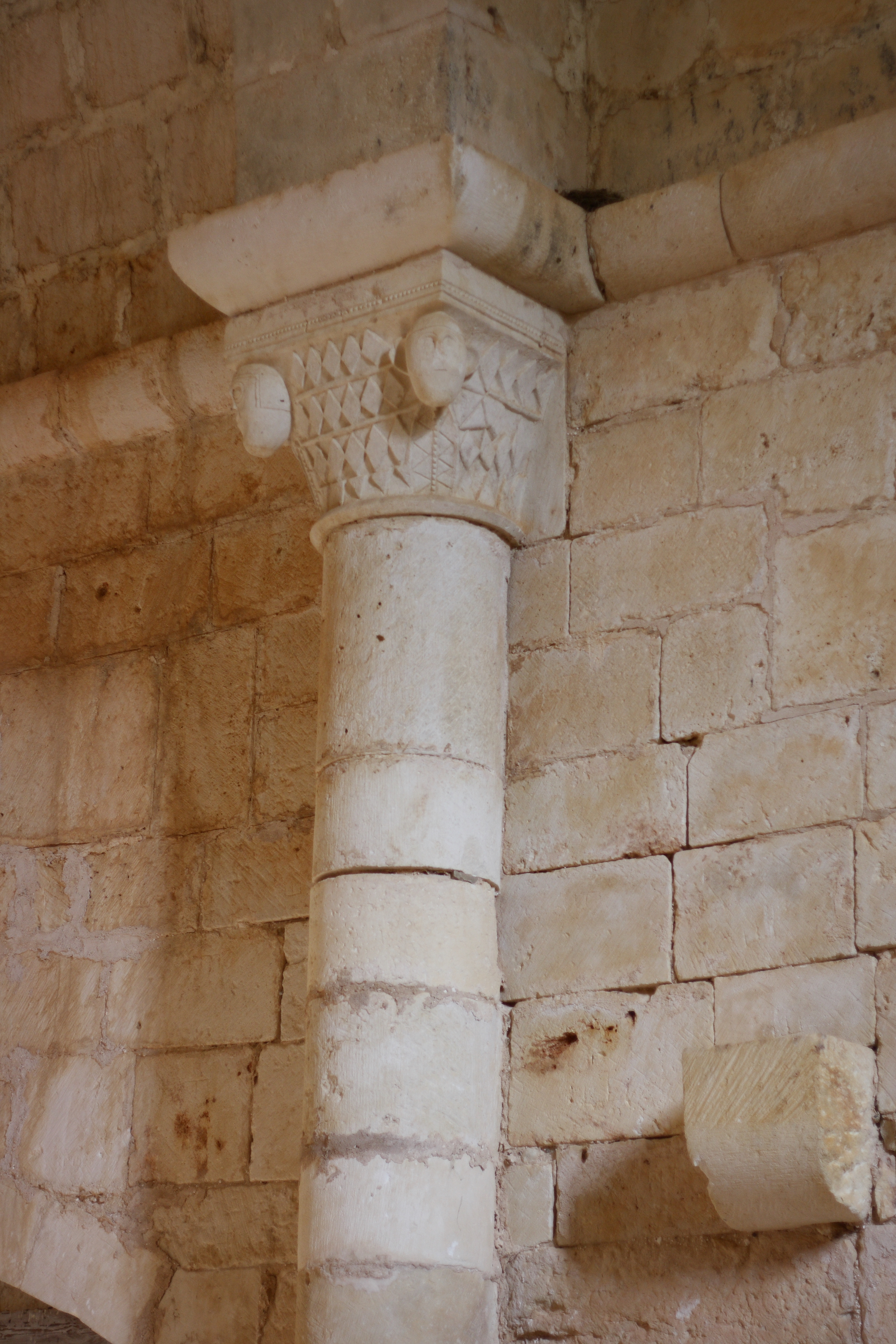
Kapitell mit Köpfen und Rauten